# Consonne battue bilabiale voisée
La consonne battue bilabiale voisée est un son consonantique battu assez peu fréquent dans les langues parlées. Il est généralement un allophone de la consonne battue labio-dentale voisée, bien qu’il soit la forme principale en banda ou certaines langues voisines. Elle est représentée avec les symboles API [ⱱ̟], [w̆] ou [b̆].

## Caractéristiques
Voici les caractéristiques de la consonne battue bilabiale voisée :
- Son mode d'articulation est battu, ce qui signifie qu’elle est produite en contractant brièvement les muscles d'un point d’articulation, sur l'autre.
- Son point d’articulation est bilabial, ce qui signifie qu'elle est articulée avec la lèvre inférieure et les dents de la mâchoire supérieure.
- Sa phonation est voisée, ce qui signifie que les cordes vocales vibrent lors de l’articulation.
- C'est une consonne orale, ce qui signifie que l'air ne s’échappe que par la bouche.
- C'est une consonne centrale, ce qui signifie qu’elle est produite en laissant l'air passer au-dessus du milieu de la langue, plutôt que par les côtés.
- Son mécanisme de courant d'air est égressif pulmonaire, ce qui signifie qu'elle est articulée en poussant l'air par les poumons et à travers le chenal vocatoire, plutôt que par la glotte ou la bouche.

## Symboles
La consonne battue bilabiale voisée n’a pas de symbole propre standardisée. Dans l’alphabet phonétique international elle est représentée avec les symboles [ⱱ̟], [w̆], [b̆], ou encore le symbole non standard [ⱳ].
Gordon E. Peterson et June E. Shoup utilisent une petite capitale B réfléchi ‹ ʙ › pour la consonne battue bilabiale voisée et une petite capitale B ‹ ʙ › pour consonne roulée bilabiale voisée en 1966,,.